# Don't Come Knocking
Pour plus de détails, voir Fiche technique et Distribution.
Don't Come Knocking est un film américano-allemand réalisé par Wim Wenders, sorti en 2005.

## Synopsis
Howard Spence, ancien héros de nombreux westerns et aujourd'hui star déchue, s'échappe du tournage sur lequel il travaille et traverse les États-Unis. Après une visite à sa mère qu'il n'a pas revue depuis des dizaines d'années, il part à la recherche de son fils présumé. De son côté, Sutter, mandaté par la compagnie d'assurance du film, suit la trace de Howard.

## Fiche technique
- Titre : Don't Come Knocking
- Réalisation : Wim Wenders
- Scénario : Sam Shepard et Wim Wenders
- Production : Karsten Brünig, Lee In-ah, Peter Schwartzkopff, Carsten H.W. Lorenz et Jeremy Thomas
- Budget : 11 millions de dollars
- Musique : T-Bone Burnett
- Photographie : Franz Lustig
- Montage : Peter Przygodda et Oli Weiss
- Décors : Nathan Amondson
- Costumes : Caroline Eselin (it) et Jennifer Day Young
- Pays d'origine :  Allemagne,  États-Unis
- Format : couleur - 2,35:1 - Dolby Digital - 35 mm
- Genre : drame
- Durée : 112 minutes
- Dates de sortie : 19 mai 2005 (festival de Cannes), 12 octobre 2005 (France), 19 octobre 2005 (Belgique), 17 mars 2006 (États-Unis)

## Distribution
- Sam Shepard (VF : Hervé Bellon) : Howard Spence
- Tim Roth (VF : Renaud Marx) : Sutter
- Jessica Lange (VF : Véronique Augereau) : Doreen
- Sarah Polley : Sky
- Gabriel Mann (VF : Alexis Victor) : Earl
- Fairuza Balk : Amber
- Eva Marie Saint : Lola Spence, la mère d'Howard
- George Kennedy (VF : Claude Brosset) : le réalisateur
- Marley Shelton : Monica, la starlette
- Julia Sweeney : la productrice
- Tim Matheson : le producteur
- Kurt Fuller (VF : Pierre-François Pistorio) : Mr Daily
- James Gammon : le vieux fermier
- Rodney A. Grant : Wild-Eye

## Autour du film
- Le tournage s'est déroulé en 2004 (du 18 juillet jusqu'en septembre) à Butte, Elko, Los Angeles, Moab, Trona et Salt Lake City.
- La photo de la mère de Sky est une vraie photo de la mère de Sarah Polley, Diane Polley. Cette dernière, décédée en 1990, était une véritable fan de Sam Shepard, qui joue ici le rôle du père de Sky.
- Ce film est l'occasion des retrouvailles de Wim Wenders et de Sam Shepard, qui avaient travaillé 21 ans plus tôt sur Paris, Texas, Wim Wenders en tant que réalisateur et Sam Shepard comme scénariste.

## Bande originale
- Don't Come Knocking, interprété par Bono et Andrea Corr
- God's In The Kitchen, interprété par T-Bone Burnett
- A Lonely Man, interprété par Gabriel Mann
- Lost, interprété par Cassandra Wilson
- Shaken, Rattled and Rolled, interprété par Gabriel Mann

## Distinction
- Festival de Cannes 2005 : sélection officielle, en compétition